# Helladotherium
Helladotherium es un género extinto de jiráfido sivaterino de Europa, África y Asia en el Mioceno. El esqueleto más completo es el de una hembra, en comparación sobre la base de un cráneo intacto de hembra de Sivatherium giganteum.

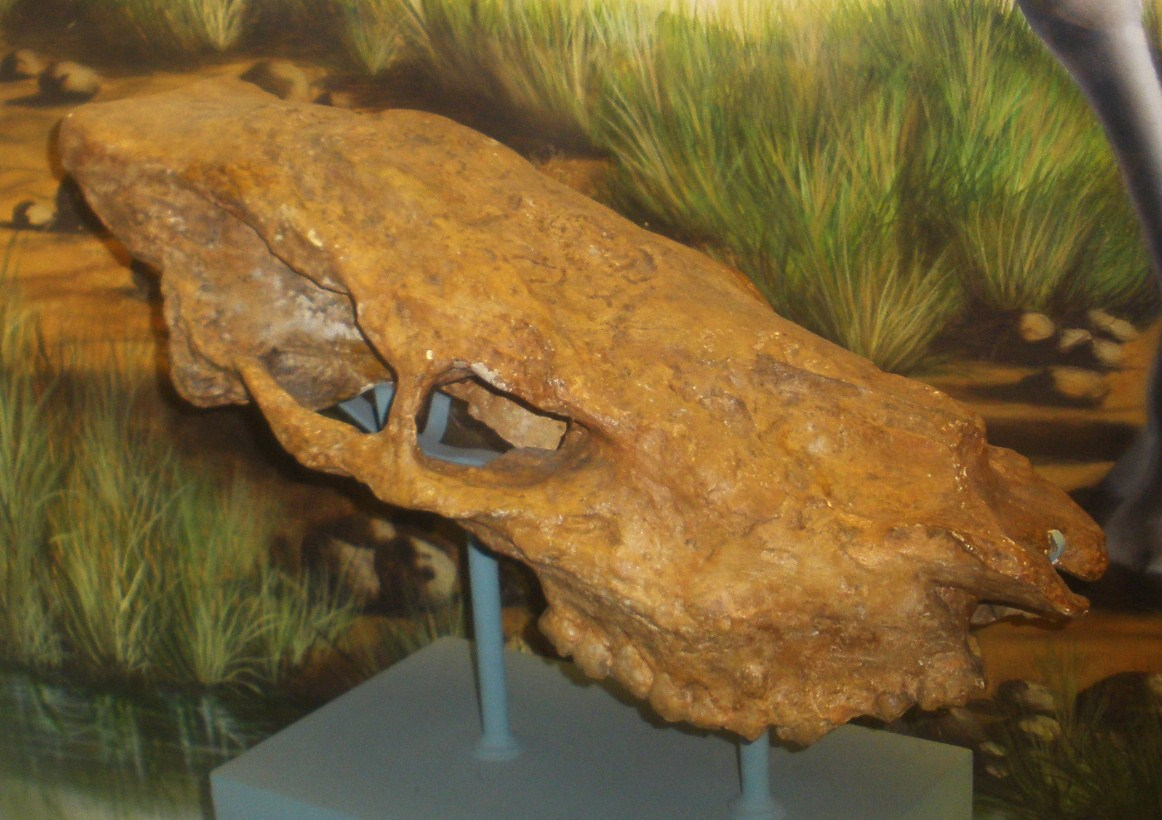
Cráneo.